# Maxillaria pentura
Maxillaria pentura är en orkidéart som beskrevs av John Lindley. Maxillaria pentura ingår i släktet Maxillaria och familjen orkidéer. Inga underarter finns listade i Catalogue of Life.